# Lepidaploa cotoneaster
Lepidaploa cotoneaster é uma espécie de planta do gênero Lepidaploa e da família Asteraceae.
L. cotoneaster caracteriza-se por exibir folhas ovadas, com ápice agudo, face abaxial tomentosa, capitulescência em cimeira folhosa, sésseis, laxos, com 20-30 flores por capítulos.

## Taxonomia
A espécie foi descrita em 1990 por Harold E. Robinson.
O seguinte sinônimo já foi catalogado:  
- Vernonia cotoneaster  (Willd. ex Spreng.) Less.

## Forma de vida
É uma espécie terrícola e arbustiva.

## Descrição
| Caule                                 | Caule                  |
| ------------------------------------- | ---------------------- |
| tipo de caule                         | ereto                  |
| indumento                             | tomentoso/glabrescente |
| glândula no ramo                      | ausente                |
| Folha                                 |                        |
| filotaxia                             | alterna dística        |
| pecíolo                               | presente               |
| forma                                 | ovado                  |
| ápice da folha                        | agudo                  |
| base da folha                         | obtusa                 |
| face adaxial                          | estrigosa/glabra       |
| face abaxial                          | tomentosa/viloso       |
| glândula na face                      | ausente                |
| posição                               | caulinar               |
| Inflorescência                        |                        |
| tipo de inflorescência                | não escaposa           |
| invólucro                             | campanulado            |
| disposição das brácteas-involucral    | eximbricada            |
| ápice das brácteas-involucral interna | agudo                  |
| Flor                                  |                        |
| número                                | 20 a 30                |
| cor                                   | lilás                  |
| Fruto                                 |                        |
| cor do pápus                          | branca                 |
| glândula                              | ausente                |

## Conservação
A espécie faz parte da Lista Vermelha das espécies ameaçadas do estado do Espírito Santo, no sudeste do Brasil. A lista foi publicada em 13 de junho de 2005 por intermédio do decreto estadual nº 1.499-R.

## Distribuição
A espécie é encontrada nos estados brasileiros de Bahia, Espírito Santo, Minas Gerais, Rio de Janeiro e São Paulo.
A espécie é encontrada nos  domínios fitogeográficos de Cerrado e Mata Atlântica, em regiões com vegetação de campos de altitude, campos rupestres, cerrado e vegetação sobre afloramentos rochosos.